# Отношения Сент-Китса и Невиса и Украины
Отношения Сент-Китса и Невиса и Украины — двусторонние дипломатические отношения между Сент-Китсом и Невисом и Украиной. Отношения были установлены 8 июня 2015 года.

## История отношений
Отношения между странами были установлены 8 июня 2015 года.
22 сентября 2016 года Министр иностранных дел Украины Павел Климкин провел встречу с Министром иностранных дел Сент-Китса и Невиса Марком Брэнтли. Тогда же было заключено Соглашение о взаимной отмене визовых требований.
8 марта 2022 года Сент-Китс и Невис присоединился к санкциям против России и Беларуси, в связи с вторжением России на Украину.

## Дипломатические миссии
- У Сент-Китса и Невиса нет дипломатической миссии, аккредитованной на Украине
- У Украины есть аккредитованное посольство в Лондоне[1][6], Великобритания